# Elloragrottorna

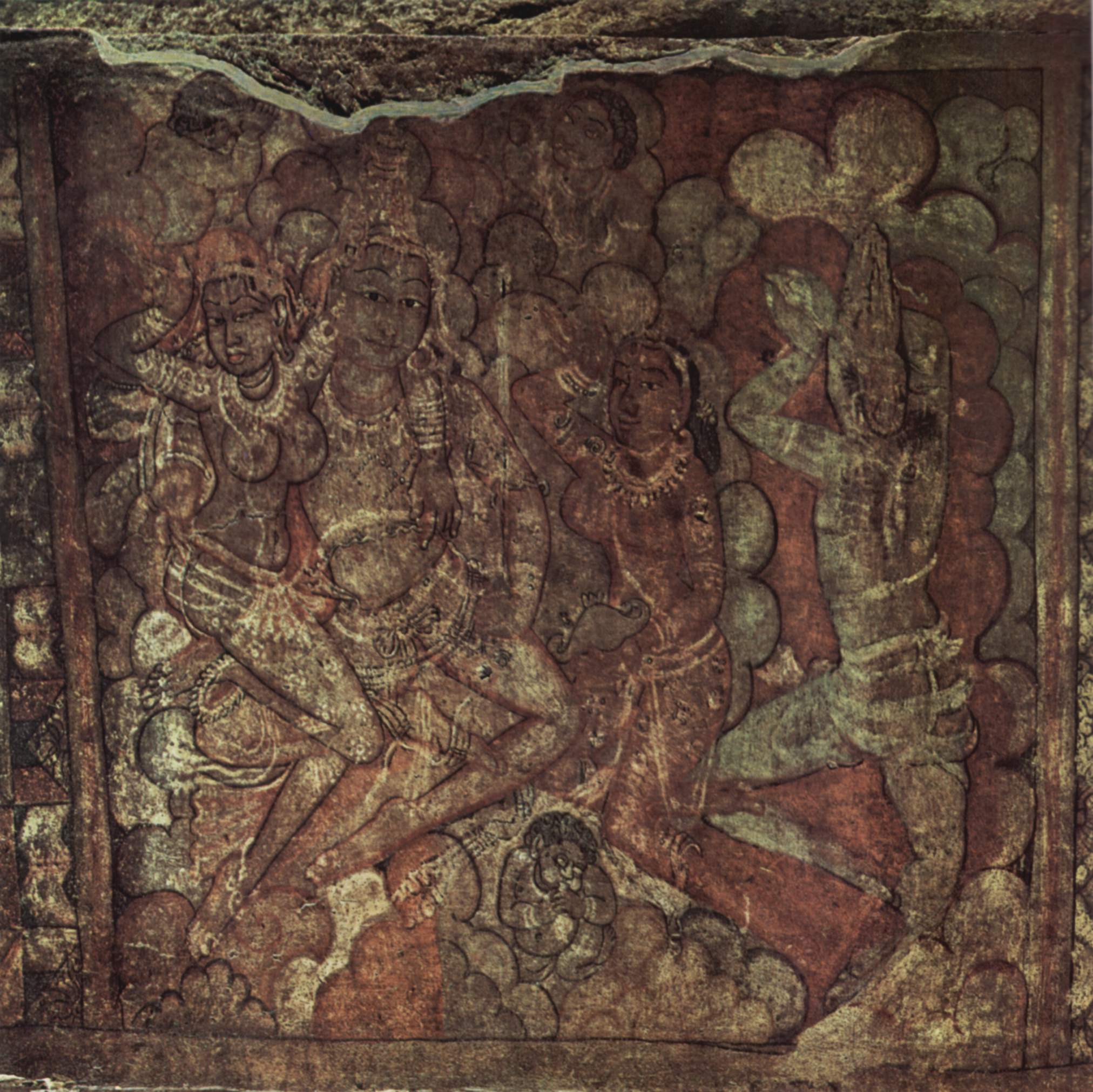
Målning från Elloragrottorna

Elloragrottorna är 35 grottor i närheten av den uråldriga indiska byn Ellora, 3 mil från staden Aurangabad i delstaten Maharashtra. Grottorna blev 1983 uppsatta på Unescos världsarvslista.
Inne i grottorna har buddhistiska, hinduiska och jainistiska tempel och kloster huggits ut under perioden 500-talet till 900-talet. Kailasatemplet räknas som det förnämsta av dem.